# Mohibullah "Mo" Khan
Pour les articles homonymes, voir Khan (homonymie).
Mohibullah "Mo" Khan (en pachto et en ourdou : محب الله خان), né le 2 décembre 1937 à Peshawar et mort le 31 mars 1994 à Boston est un joueur de squash représentant le Pakistan. Il remporte le British Open en 1963, le championnat du monde officieux.

## Biographie
Mo est le neveu des deux joueurs de squash pakistanais les plus dominants des années 1950 - les frères Hashim Khan et Azam Khan. Il est également le neveu de Roshan Khan, vainqueur du British Open en 1957. Roshan est le père de Jahangir Khan, considéré comme le plus grand joueur de squash de l'histoire. Au cours des années 1950 et 1960, Mo et ses oncles Hashim, Azam et Roshan dominent le squash en remportant presque toutes les grandes compétitions professionnelles.
Mo est finaliste du British Open face à son oncle Azam en 1959, 1961 et 1962. (Le British Open était alors considéré comme le championnat du monde effectif de ce sport). Il remporte ensuite le British Open en 1963 de manière spectaculaire. Lors de la finale contre l'Égyptien A.A. AbouTaleb, il sauve plusieurs balles de match à 8 à 1 dans le quatrième jeu et il revient au score pour gagner en cinq jeux 9-4, 5-9, 3-9, 10-8, 9-6. Ce sera son premier et unique titre du British Open.
En 1963, après sa victoire au British Open, Mo obtient le soutien du président des États-Unis John F. Kennedy pour s'installer aux États-Unis et prendre un poste de professionnel de squash au Harvard Club of Boston (en). Il y passe la plupart des années qui suivent son installation aux États-Unis à jouer et à enseigner le jeu de squash nord-américain (c'est-à-dire le hardball). Il maîtrise rapidement ce sport au point d'être finaliste face à son oncle Hashim à l'US Open de 1963, et victorieux pour les éditions de 1964, 1965, 1966 et 1968 (ainsi que cinq épreuves nord-américaines consécutives du Tournoi des champions de 1965 à 1969).
Bien que ce changement d'environnement et d'orientation ait eu un prix, à savoir la défaite de Mo en demi-finale contre Mike Oddy en 1963, il s'agissait sans aucun doute d'un choix de carrière judicieux pour ce volatile extraverti, dont les talents exceptionnels de frappeur étaient parfaitement adaptés au jeu nord-américain. Alors que les formidables records de Hashim et d'Azam reposaient sur un jeu solide sans erreur et des récupérations sans relâche, Mohibullah démontre un goût pour le spectaculaire.
Un autre joueur de squash pakistanais, également nommé Mohibullah Khan, s'est imposé comme l'un des meilleurs joueurs de squash dans les années 1970. Pour distinguer les deux, Mo est parfois appelé Mohibullah Khan "l'aîné" ou Mohibullah Khan "senior". (ils ne sont pas connus pour être directement apparentés, mais leurs familles sont originaires du même village dans la région de Peshawar au nord du Pakistan, il est donc possible qu'elles soient apparentées à distance).
Mo meurt en 1994 à l'âge de 56 ans, lorsqu'il s'est soudainement effondré et est mort au Harvard Club après avoir donné une leçon terminée quelques instants auparavant.

## Palmarès

### Titres
- British Open : 1963
- Tournoi des champions :  titres (1965-1969)

### Finales
- British Open : 3 finales (1959, 1961, 1962)